# Sonny Curtis
Sonny Curtis (Meadow, 9 maggio 1937) è un cantante, compositore e paroliere statunitense.
Noto soprattutto per la sua appartenenza al gruppo The Crickets, Sonny intraprese parallelamente una carriera da solista negli anni ‘60 che continua tutt’oggi.
La sua partecipazione come membro attivo del gruppo è stata, per certi periodi, interrotta sia per alcuni tour (era infatti un musicista di supporto per diversi gruppi), sia per concedersi del tempo per la sua attività da compositore.
Il suo pezzo più noto è “I Fought the Law”, diventato un classico della musica statunitense e registrato da numerosi artisti come Bruce Springsteen, Green Day, Clash e molti altri.

## Biografia
Curtis è nato a Meadow, Texas, Stati Uniti. Sonny nasce in una povera famiglia di agricoltori e fin da bambino è appassionato di musica, specialmente il country.
Ha suonato come chitarrista in alcune delle prime sessioni Decca del 1956 di Buddy Holly, inclusa la hit "Blue Days Black Nights" e una canzone che ha scritto, "Rock Around With Ollie Vee".  Nel 1955 e nel 1956, insieme a Buddy Holly, aprì i concerti per la nuova stella nascente Elvis Presley . Sebbene fosse andato in tour con altri musicisti quando Buddy Holly mise insieme i Crickets nel 1957, Curtis si unì ai Crickets alla fine del 1958, poco prima della morte di Holly nel 1959, e presto assunse il ruolo di cantante principale oltre alla chitarra solista. . Le registrazioni post-Holly dei Crickets furono sospese dopo la morte di Holly e Curtis fu arruolato alla fine del 1959.
Alla fine del 1960 fu finalmente pubblicato l'album dei Crickets In Style with the Crickets , che includeva le versioni originali di due delle composizioni più note di Curtis, " I Fought the Law " e " More Than I Can Say " (scritta insieme ad Allison e una hit numero 4 nel Regno Unito di Bobby Vee e una hit numero 2 negli Stati Uniti di Leo Sayer ).  Insieme ad Allison, ha partecipato alle ultime sessioni di registrazione di Eddie Cochran , inclusa la canzone " Three Steps to Heaven ". Nel 1964 pubblicò il singolo "A Beatle I Want to Be". Fino al 2016, anno di scioglimento del gruppo, Curtis ha continuato a esibirsi con i Crickets.
Egli continua a registrare e ad esibirsi tutt'oggi.

## Stile musicale e popolarità
Sonny Curtis è ricordato per la grande varietà di stile che ha proposto nel corso degli anni anche se, soprattutto negli anni 60’ e 70’, si concentrò di più sul country.
Durante la sua carriera, Curtis ha composto più di 500 canzoni e molte di queste sono poi state registrate da artisti di fama internazionale tra i quali, Tom Petty and the Heartbreakers, Hank Williams, Jr., Bing Crosby, the Everly Brothers, the Grateful Dead, the Clash, Green Day, Roy Orbison e molti altri.

## Discografia
| Anno | Album                             | US Country | Etichetta    |
| ---- | --------------------------------- | ---------- | ------------ |
| 1964 | Beatle Hits Flamenco Style Guitar | -          | El Records   |
| 1968 | The 1st of Sonny Curtis           | 21         | Viva         |
| 1969 | The Sonny Curtis Style            | -          | Elektra      |
| 1979 | Sonny Curtis                      | -          | Elektra      |
| 1980 | Love Is All Around                | -          | Elektra      |
| 1981 | Rollin'                           | -          | Elektra      |
| 1987 | Spectrum                          | -          | Nightlite    |
| 2007 | Sonny Curtis                      | -          | Autoprodotto |